# Jonathan Trelawny
Sir Jonathan Trelawny, tercer baronet (24 de marzo de 1650 - 19 de julio de 1721) fue un obispo inglés de Bristol, obispo de Exeter y obispo de Winchester. Trelawny es conocido por su papel en los eventos que llevaron a la Revolución Gloriosa, a la que a veces se cree que se hace referencia en el himno de Cornualles "The Song of the Western Men".

## Vida
Nació en Trelawne en la parroquia de Pelynt, Cornualles, el hijo mayor sobreviviente de Sir Jonathan Trelawny, segundo baronet y Mary Seymour, hija de Sir Edward Seymour, segundo baronet. Fue educado en la Westminster School y luego fue a Christ Church, Oxford al comienzo del período de Michaelmas de 1668, donde se distinguió como erudito.
Realista acérrimo, fue ordenado sacerdote en 1673 y se convirtió en clérigo beneficiado. Fue nombrado rector de South Hill el 4 de octubre y de St. Ives el 12 de diciembre de 1677, convirtiéndose en obispo de Bristol en 1685. Fue uno de los siete obispos juzgados por difamación sediciosa bajo Jacobo II de Inglaterra. Trelawny y los otros obispos presentaron una petición contra la Declaración de Indulgencia de Jaime II en 1687 y 1688 (que otorgaba tolerancia religiosa a los católicos) y, como resultado, fue arrestado y encarcelado en la Torre de Londres por cargos de difamación sediciosa. Los obispos dijeron que si bien eran leales al rey Jaime II, sus conciencias no estarían de acuerdo en permitir libertad de culto para los católicos, incluso si fuera en la intimidad de sus propios hogares como proponía la Declaración; por lo que no pudieron firmar. Trelawny estuvo detenida durante tres semanas antes del juicio, luego fue juzgada y absuelta; esto condujo a grandes celebraciones, con campanas sonando en su parroquia natal de Pelynt.
Trelawny fue recompensado en 1689 al ser nombrado obispo de Exeter (aunque, hasta 1694, archidiácono de Totnes) tras la derrota militar de Jacobo II y la ascensión al trono británico del protestante Guillermo III de Inglaterra. Fue recompensado aún más al ser nombrado obispo de Winchester en 1707, aunque su promoción fue motivo de cierta controversia, ya que la reina Ana, que estaba decidida a mantener todos los nombramientos importantes de la Iglesia dentro de su propio don, anuló el consejo de sus ministros y de Thomas Tenison, el Arzobispo de Canterbury en su nombramiento, provocando así la llamada Crisis de los Obispados. Murió en 1721, en Chelsea, Middlesex; su cuerpo fue llevado de regreso a Pelynt para ser enterrado.

## Familia
Se casó con Rebecca Hele, con quien tuvo doce hijos:
- Charlotte Trelawny (1687/8 - después de 1745), soltera
- Letitia Trelawny (n. 1689), se casó con Sir Harry Trelawny, quinto baronet
- Sir John Trelawny, cuarto baronet (1691-1756)

- Henry Trelawny (1692-1707), luchó en la guerra de sucesión española y murió con el almirante Sir Cloudesley Shovell a bordo de la HMS Association durante el desastre naval de Scilly de 1707.[5]
- Charles Trelawny (1694 - 24 de agosto de 1721), sin descendencia, prebendado de Westminster
- Rebecca Trelawny (1696-1743), se casó con John Francis Buller en 1716
- Elizabeth Trelawny (1697 - 25 de enero de 1744), se casó con el reverendo George Allanson (m. 1741), archidiácono de Cornualles
- Edward Trelawny (1699-1754), se convirtió en gobernador de Jamaica
- Mary Trelawny (n. 1700), murió en la infancia
- Rev. Hele Trelawny (1703-1740), sin descendencia
- Jonathan Trelawny (n. 1705), murió en la infancia
- Anne Trelawny (1707-1745), soltera

## Reputación

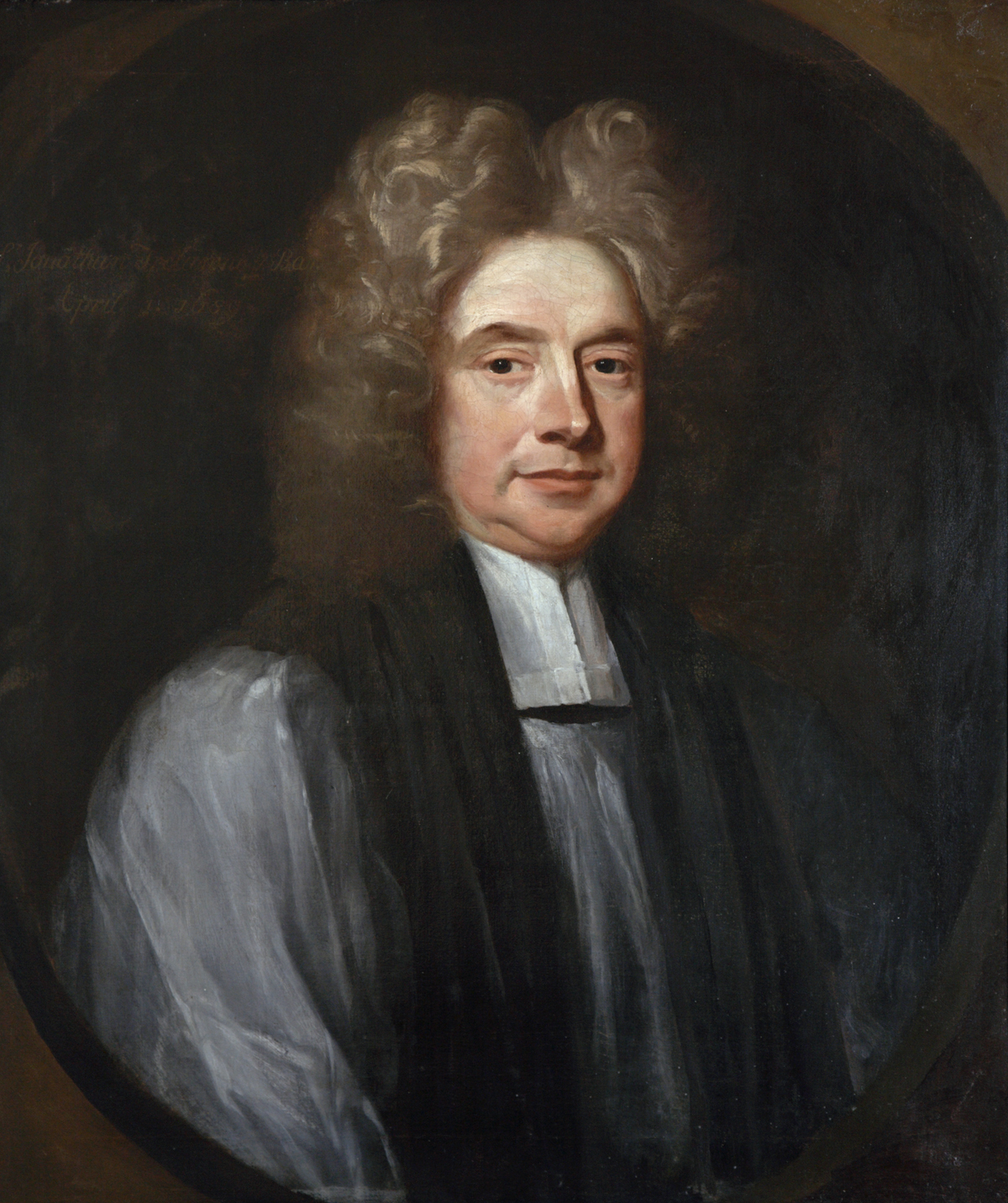
Jonathan Trelawny aparece en la letra de "The Song of the Western Men".

A veces se sugiere que el obispo Trelawny fue inmortalizado en el himno de Cornualles, "The Song of the Western Men", más conocido simplemente como "Trelawny", escrito más de un siglo después y compuesto por el párroco Robert Stephen Hawker, vicario de Morwenstow.
And shall Trelawny live?
Or shall Trelawny die!
Here's twenty thousand Cornish men
Will know the reason why!